# Reinhilde Van Driel
Reinhilde Van Driel (Etterbeek, 3 april 1966) is een Vlaamse actrice. Ze is hoofdzakelijk als theateractrice actief. Ze verkreeg grote bekendheid door haar rol als Merel Van Outrive in het komisch televisieprogramma Buiten De Zone. Verder speelde ze op televisie nog enkele kleine rolletjes in Flikken en F.C. De Kampioenen.
Ze studeerde in 1990 af aan de Studio Herman Teirlinck.
Reinhilde Van Driel stond als theateractrice met gezelschap Het Gevolg van 1993 tot 1995 op de planken met Hendrik de Vijfde. Het stuk werd in het seizoen 2004-2005 hernomen. Met jeugdtheatergezelschap Kollektief D&A maakte Van Driel al direct indruk bij de monoloog Lorelei, die ze in 1997 met zwangere buik bracht. In 2002 brachten ze 62 voorstellingen van Het meisje dat haar naam kwijt was, dat jaar volgde nog Witje. In 2003 bracht het gezelschap Wit is kleur. In 2005 schreef ze Rocking David Copperfield, een voorstelling waar ze ook zelf in meespeelde en die twee seizoenen lang zou lopen. In 2007 - 2008 en 2008 - 2009 speelt Reinhilde Van Driel mee in Als Shakespeare speelt. 
In het  voorjaar van 2017 verscheen haar debuut als auteur: Op Drift. Het is een kinderboek voor kinderen vanaf 8 jaar en bevat illustraties van Harmen van Straaten. Later volgde in samenwerking met Kollektief D&A ook een theaterbewerking van het boek.

## Film, Theater, Musical en Performance
| Jaar      | Titel                             | Rol                | Opmerkingen                      |
| --------- | --------------------------------- | ------------------ | -------------------------------- |
| 1990      | Winterslag                        | Het meisje         | Het Gevolg                       |
| 1990      | Paarden schieten ze toch ook dood | De stervende vrouw | KVS                              |
| 1991-1993 | Hendrik V                         | Prinses Katherine  | Het Gevolg                       |
| 1992      | George Dandin                     | Angelique          | NTG - Theatre Varia              |
| 1992      | Anatevka                          | De Dochter         | Koninklijk Ballet van Vlaanderen |